# ويلي براون (لاعب كرة قدم أمريكية)
ويلي براون (بالإنجليزية: Willie Brown)‏ هو لاعب كرة قدم أمريكية أمريكي، ولد في 2 ديسمبر 1940 في يازو سيتي في الولايات المتحدة.

## وصلات خارجية
- ويلي براون على موقع مرجع كرة القدم المحترفة.كوم (الإنجليزية)
- ويلي براون على موقع مرجع كرة القدم المحترفة.كوم (الإنجليزية)
- ويلي براون على موقع إن إن دي بي (الإنجليزية)